# Aposericoderus immigrans
Aposericoderus immigrans là một loài bọ cánh cứng trong họ Corylophidae. Loài này được Israelson miêu tả khoa học đầu tiên năm 1987.